# NekoNyan
NekoNyan est un éditeur de jeux vidéo allemand spécialisé dans la localisation et la distribution en anglais de visual novel — roman vidéoludique en français — japonais. L'entreprise est le résultat de la professionnalisation l'équipe de traducteurs amateurs nommée Shinku Translations. L'entreprise collabore de temps à autre avec l'entreprise Hikari Field pour sortir des jeux en mandarin. Tout d'abord, NekoNyan est déclarée comme une association le 19 avril 2017. L'entreprise a été ensuite fondée le 12 février 2018 par Christian « chuee » Ehrmanntraut. Le siège de l'entreprise se situe à Osnabrück.

## Voir également